# IC 4929
IC 4929 је спирална галаксија у сазвјежђу Паун која се налази на листи објеката дубоког неба у Индекс каталогу.
Деклинација објекта је - 71° 40' 52" а ректасцензија 20h 6m 42,6s. Привидна величина (магнитуда) објекта IC 4929 износи 13,5 а фотографска магнитуда 14,3. Налази се на удаљености од 49,220 милиона парсека од Сунца. IC 4929 је још познат и под ознакама ESO 73-22, IRAS 20011-7149, PGC 64108.